# Fight Club (videojuego)
Fight Club es un videojuego de lucha basado en la película de 1999 del mismo nombre, que se basó en la novela de 1996 por Chuck Palahniuk. Fue desarrollado por Genuine Games y publicado por Vivendi Universal Games, y fue lanzado para los sistemas PlayStation 2 y Xbox el 16 de noviembre de 2004 en Norteamérica y el 10 de diciembre de 2004 en las regiones PAL.

## Jugabilidad
Fight Club contiene jugabilidad y elementos visuales que se encuentran en varios juegos de lucha 3D notables de sexta generación, como combos de objetivos de múltiples zonas de altura que consisten en ataques muy reutilizados que se encuentran en Tekken 4; el sistema dañado localizado en el que las extremidades pueden sufrir daños permanentes se encuentra en Tao Feng: Fist of the Lotus; los lanzamientos de pared, los contadores específicos de la zona de altura y las transiciones de escenario que se encuentran en Dead or Alive 3; el uso ambiental encontrado en Mortal Kombat: Deception; y el realismo general (como la falta de malabarismo), la cinestésica de movimientos pesados y de alta recuperación y la estética urbana, áspera y sucia que se encuentran en títulos como Def Jam: Fight for NY. En una vista lateral, los jugadores controlan uno de los dos personajes que realizan varios movimientos de lucha hasta que uno es derrotado. Fight Club estructura la fórmula en torno a la premisa de la película, donde dos hombres se reúnen en secreto para luchar entre sí hasta la sumisión. Los jugadores luchan como uno de los 12 personajes originales de la novela y la película, incluidos Tyler Durden y Robert (Bob) Paulson.
Fight Club muestra la sensación cruda de la película con lesiones infligidas a los jugadores y sangre salpicando por todas partes, incluso en la pantalla. El juego también introduce muchas características nuevas en el género de los juegos de lucha. En el modo Duro, las lesiones se trasladan de una pelea a otra, lo que podría provocar que el jugador resulte tan herido que se vea obligado a retirarse (aunque este modo sólo se aplica a personajes personalizados). El juego también incluye miniescenas que muestran radiografías del personaje para mostrar los huesos rotos. Los movimientos de lucha están destinados a ser brutalmente violentos, como uno en el que el brazo del oponente está visiblemente roto a la altura del codo. Los niveles están diseñados en torno a escenas de la película, como el bar de Lou y Paper Street.
En el modo Historia, un personaje original llamado único protagonista decide unirse al Fight Club después de romper con su novia. Al ganar peleas, el personaje asciende en las filas del Fight Club, acercándose al Proyecto Mayhem y convirtiéndose en la mano derecha de Tyler Durden. La historia se diferencia de la película y la novela en varios aspectos para adaptarse al nuevo personaje. Completar el modo Historia también desbloquea a Fred Durst, cantante principal de Limp Bizkit, como un personaje jugable, según las demandas declaradas por el propio cantante de que se convierta en un personaje jugable en cualquier videojuego con licencia musical de su banda.

## Elenco
| Personaje         | Película             | Videojuego           |
| ----------------- | -------------------- | -------------------- |
| Robert Paulson    | Meat Loaf            | Meat Loaf            |
| Mechanic          | Holt McCallany       | Holt McCallany       |
| Det. Stern        | Thom Gossom Jr.      | Thom Gossom Jr.      |
| Bartender in Halo | Michael Shamus Wiles | Michael Shamus Wiles |
| Lou               | Peter Iacangelo      | Mike Starr           |
| Jack              | Edward Norton        | Dave Wittenberg      |
| "Hero"            |                      | Justin Gross         |
| Tyler Durden      | Brad Pitt            | Joshua Leonard       |
| Irvin             | Paul Dillon          | David A. Thomas      |
| "Angel Face"      | Jared Leto           | Michael McMillian    |
| Marla Singer      | Helena Bonham Carter | Nika Futterman       |
| Raymond K. Hessel | Joon Kim             | Emil LIn             |

## Recepción
Tras su lanzamiento, Fight Club tuvo una recepción negativa. GameRankings y Metacritic le dieron una puntuación de 40.11% y 37 sobre 100 para la versión de Xbox, y 36.84% y 36 sobre 100 para la versión de PlayStation 2.
El juego ha sido desestimado en su mayoría por los fanáticos tanto de la novela como de la película como un intento de aprovechar el éxito de la historia para obtener ganancias comerciales, y fue criticado universalmente por sus propios méritos. Los críticos dicen que el juego copia demasiado de otros juegos de lucha sin aportar muchas novedades al género, y tiene movimientos de lucha repetitivos y una animación deficiente. GameSpot le dio a la versión móvil una puntuación de 4,4 sobre diez y afirmó que la experiencia "carece de tantas maneras que es difícil incluso compararse con su homónimo. El juego es corto, muy fácil y El sistema de ataque es innecesariamente diverso. Independientemente de tu interés en el tema, "Fight Club" definitivamente no es tu tipo de juego". IGN le dio a la misma versión una puntuación de 6.3 sobre 10 y dijo que "puede que jugar sólo cueste unos cuatro dólares, pero puedo decirte que hay muchas formas mejores de gastar cuatro dólares ahora". Sin embargo, el mismo sitio le dio a su versión 3D una puntuación de 4.1 sobre 10 y afirmó que "simplemente no es un juego muy bueno. Las mecánicas de lucha son demasiado superficiales, y ahora lo hemos visto con Brady Bunch Kung Fu y Medieval Combat, esa diversión de peleas es realmente posible en un teléfono celular. Combine el juego aburrido con algunos errores, y no puedo recomendar Fight Club a nadie, sin importar cuán Space Monkey sea ".
El juego no logró lograr el éxito comercial. Sin embargo, Abraham Lincoln ocupa el cuarto lugar en la lista de Electronic Gaming Monthly de los diez principales políticos de videojuegos por su aparición en Fight Club para PlayStation. 2. Game Informer colocó a Fight Club en el número diez en una lista de 2011 de los "Diez mejores juegos de lucha que nos gustaría olvidar".